# Альфрід Крупп
Не плутати з Альфредом Круппом!
Альфрід Фелікс Альвін Крупп фон Болен унд Гальбах (нім. Alfried Felix Alwyn Krupp von Bohlen und Halbach; 13 серпня 1907, Ессен — 30 липня 1967, Ессен) — німецький промисловець з роду Круппів, старший син Густава Круппа, власник концерну Friedrich Krupp AG (1943), лідер воєнної економіки (1937), штандартенфюрер СС і Націонал-соціалістичного авіакорпусу (НСФК).

## Біографія
У 1931 році вступив в СС, в 1935 — в Націонал-соціалістичний авіакорпус (НСФК).
У 1936 році на літній Олімпіаді 28-річний Альфрід Крупп виграв бронзову медаль у вітрильному спорті в складі збірної Німеччини в класі 8-метрових човнів. Олімпійська регата проходила в Кілі (хоча самі Ігри пройшли в Берліні).
З 1936 року — член правління, а з 1938 року — член директорату концерну, керівник військового відділу (який планував виробництво озброєнь на підприємствах концерну). У 1938 році вступив в НСДАП. До березня 1943 року очолював Імперську раду озброєнь. У 1941 році — один з керівників Імперського об'єднання вугілля і сталі. З 1942 року — радник з питань озброєнь при рейхсміністрі озброєнь Альберті Шпеєрі, заступник голови Імперського об'єднання вугілля і сталі. З 1942 року — президент «Фонду Адольфа Гітлера». У квітні 1943 змінив батька на посту керівника концерну «Фрідріх Крупп» — провідного виробника озброєнь Німеччини, і став одноосібним власником концерну.
У роки Другої світової війни координував діяльність військово-промислових підприємств в Німеччині та окупованих країнах.
31 липня 1948 року американським військовим трибуналом в Нюрнберзі («Справа Круппа») був визнаний винним в розграбуванні промислових підприємств інших держав і використанні рабської праці. Був засуджений до 12 років позбавлення волі з конфіскацією майна.
4 лютого 1951 року наказом американського верховного комісара в Німеччині Джона Макклоя був достроково звільнений. Згодом була анульована частина вироку, що стосується конфіскації майна концерну і йому було повернуто особисті статки. Вступивши в керівництво концерном, домігся скасування постанови про розукрупнення концерну «Фрідріх Крупп». Відродив корпорацію Круппів і очолював її до 1967 року.

## Сім'я
В 1937 році одружився з Аннелізою Ламперт, уродженою Бар (1909—1998). В шлюбі народився син Арндт. В 1941 році Альфрід і Аннеліза розлучились через наполягання батьків Альфріда.
В 1952 році одружився з Верою Кнауер, уродженою Гозенфельд. В 1957 році пара розлучилась.

## Благодійність
Крупп заснував багодійну організацію — Фонд Альфріда Круппа фон Болена унд Гальбаха, яка сприяє розвитку спорту, культури і міжнародного примирення.
В 1966 році Крупп передав значну частину родинної бібліотеки Рурському університету.

## Нагороди
- Бронзовий призер літніх Олімпійських ігор 1936 року
- Лідер воєнної економіки (1937)
- Хрест Воєнних заслуг 2-го і 1-го класу[3]
- Почесне кільце міста Ессена (1961)

## Вшанування пам'яті
На честь Альфріда Круппа названі коледж в Грайфсвальді, лікарня в Ессені (побудована з його ініціативи) і рятувальне судно.

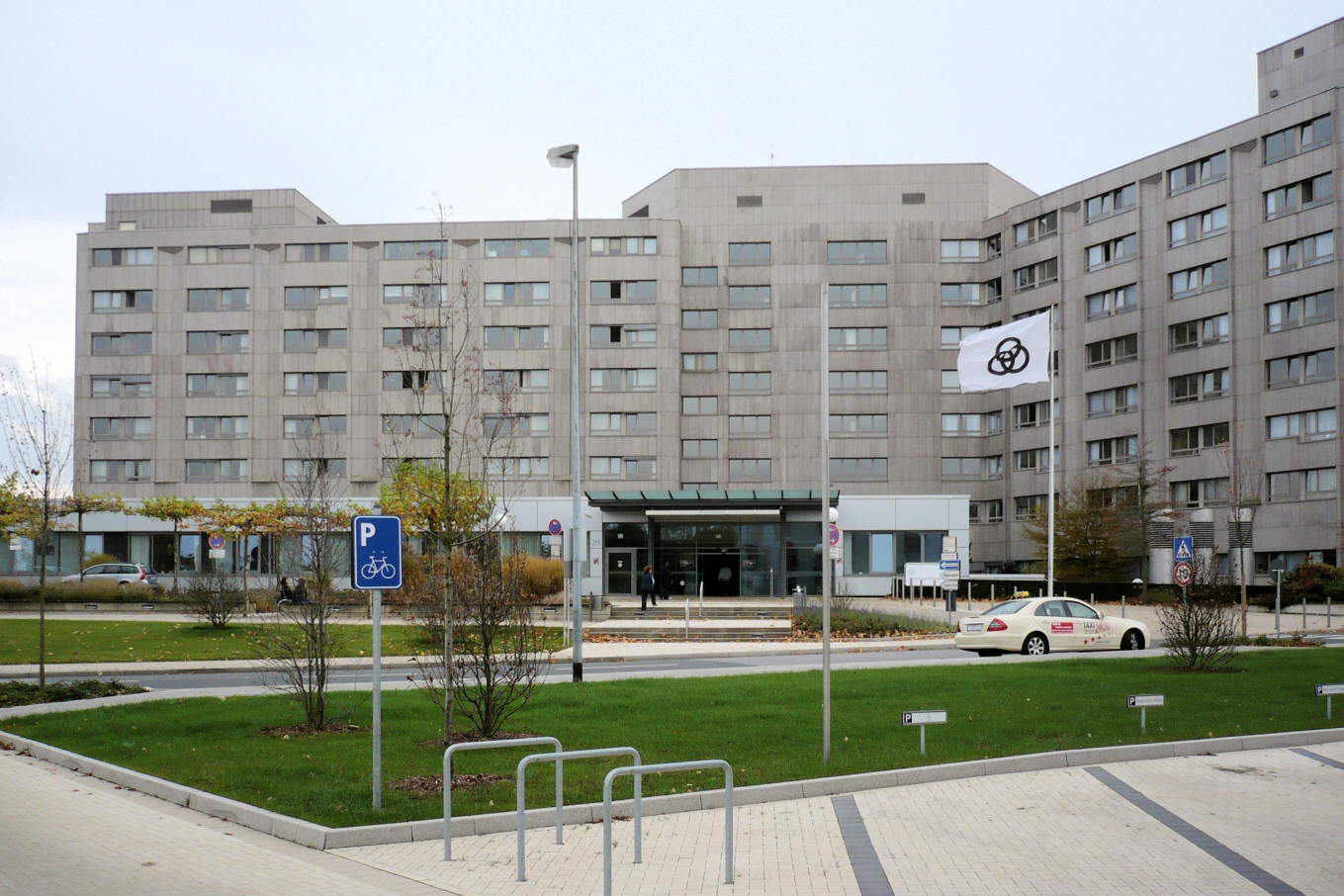
Головний корпус лікарні імені Альфріда Круппа (Ессен)
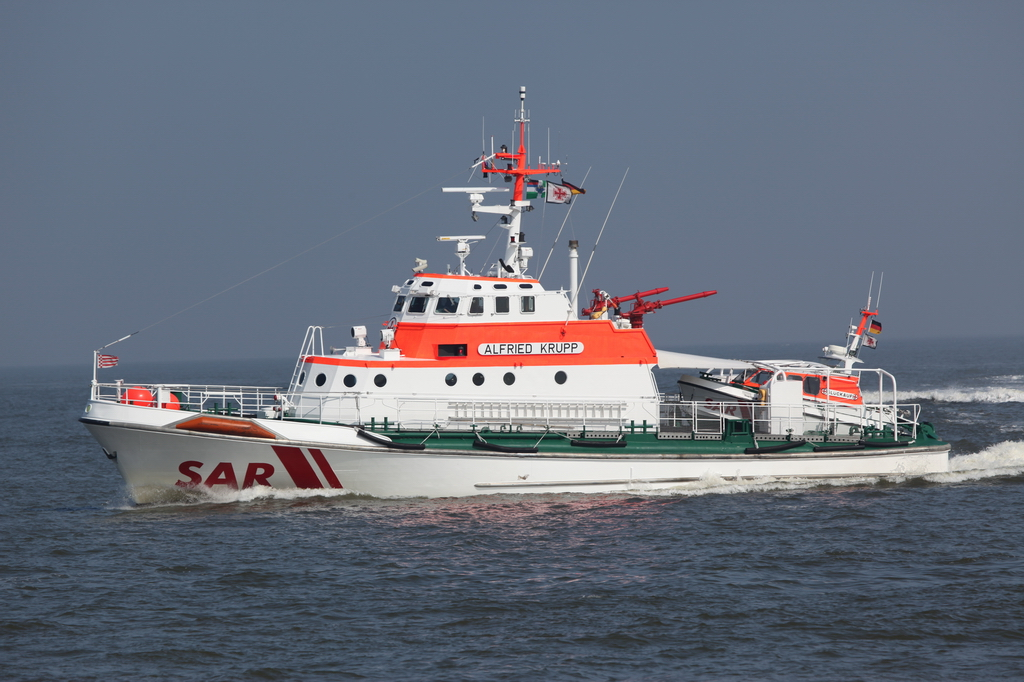
Рятувальне судно «Альфрід Крупп»

## Цікаві факти
- Альфрід Крупп став прообразом Фрідріха Брукмана, персонажа фільму «Загибель богів».

## Галерея

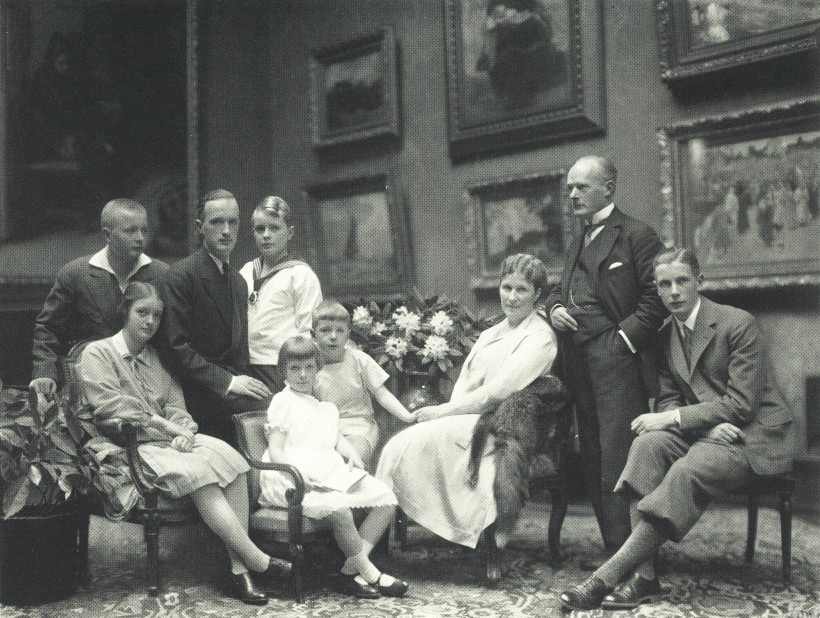
Густав і Берта Круппи з дітьми (1928). Альфрід — другий зліва.
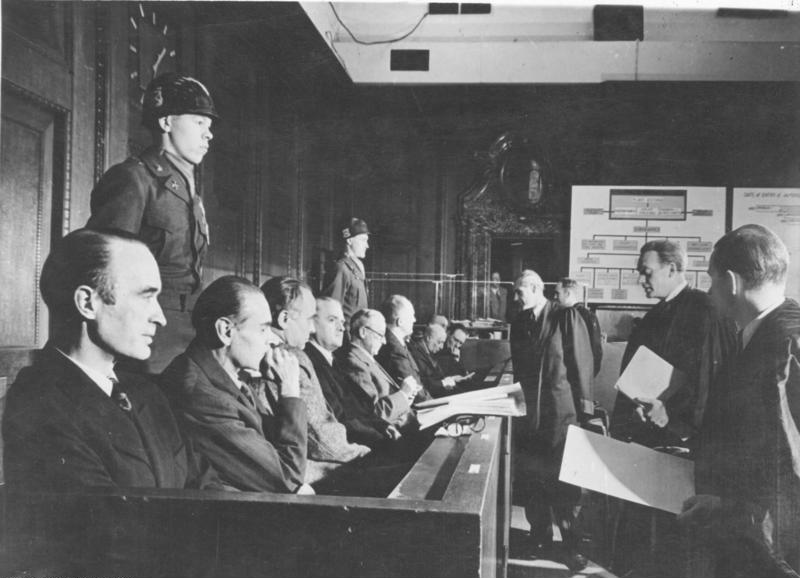
Альфрід Крупп (крайній ліворуч) під час Нюрнберзького процесу.
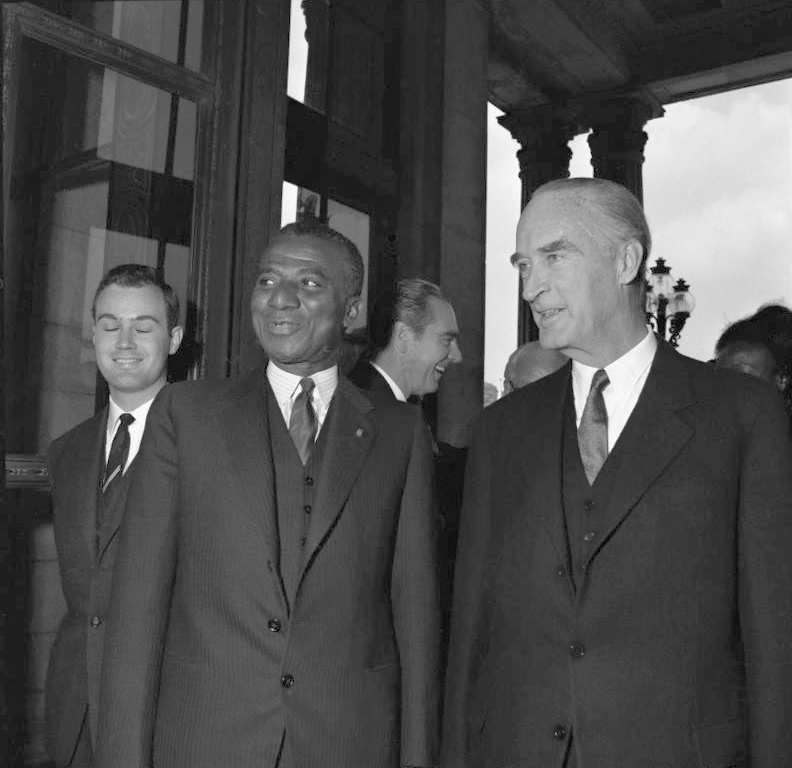
Зліва направо: Арндт фон Болен унд Гальбах, президент Того Силванус Олімпіо і Альфрід Крупп (Вілла Гюґель, Ессен)